# Metastelma
Metastelma is een geslacht uit de maagdenpalmfamilie (Apocynaceae). De soorten komen voor in (sub)tropisch Amerika.

## Soorten
- Metastelma aemulans Schltr.
- Metastelma albiflorum Griseb.
- Metastelma anegadense Britton
- Metastelma arenicola (Liede & Meve) Liede & Meve
- Metastelma aristatum (Rusby) Dugand
- Metastelma arizonicum A.Gray
- Metastelma astephanoides Schltr.
- Metastelma atrovirens Rusby
- Metastelma bahamense Griseb.
- Metastelma barbadense Schltr.
- Metastelma barbigerum Scheele
- Metastelma blodgettii A.Gray
- Metastelma boldinghii Schltr.
- Metastelma brachymischum W.D.Stevens
- Metastelma brachystephanum Griseb.
- Metastelma broadwayi (Schltr.) R.A.Howard
- Metastelma calcicola (Alain) Alain
- Metastelma californicum Benth.
- Metastelma chiapense A.Gray
- Metastelma chimantense (Morillo) Liede
- Metastelma columbianum Schltr.
- Metastelma cordatifolium Silveira
- Metastelma cubense Decne.
- Metastelma cuneatum Brandegee
- Metastelma decipiens Schltr.
- Metastelma ditassoides Schltr.
- Metastelma domingense Schltr.
- Metastelma dorrii (Morillo) Liede & Meve
- Metastelma ekmanii Markgr.
- Metastelma eliasianum Dugand
- Metastelma exasperatum (R.W.Holm) Liede
- Metastelma fiebrigii Schltr.
- Metastelma freemanii N.E.Br.
- Metastelma giuliettianum Fontella
- Metastelma glabrius Markgr.
- Metastelma gracile Decne.
- Metastelma grandiflorum Turcz.
- Metastelma hamatum Griseb.
- Metastelma harleyi Fontella
- Metastelma harrisii Schltr.
- Metastelma hirtellum (Oliv.) Liede
- Metastelma hookerianum (Steud.) ined.
- Metastelma huberi (Morillo) Liede
- Metastelma inaguense Vail
- Metastelma lanceolatum Schltr.
- Metastelma latifolium Rose
- Metastelma leptophyllum (Schltr.) Alain
- Metastelma liesnerianum (L.O.Williams) Liede
- Metastelma lineare Bello
- Metastelma linearifolium A.Rich.
- Metastelma longicoronatum (L.O.Williams) Liede
- Metastelma martinicense Schltr.
- Metastelma mathewsii Rusby
- Metastelma mexicanum (Brandegee) Fishbein & R.A.Levin
- Metastelma microgynostegium Pontiroli
- Metastelma minutiflorum Wiggins
- Metastelma mirifolium Gleason & Moldenke
- Metastelma monense Britton
- Metastelma myrtifolium Decne.
- Metastelma occidentale (Spreng.) Alain
- Metastelma palmeri S.Watson
- Metastelma paraquense (Morillo) Liede
- Metastelma parviflorum (Sw.) Schult.
- Metastelma pauciflorum (Griseb.) Schltr.
- Metastelma pedunculare Decne.
- Metastelma penicillatum Griseb.
- Metastelma picardae Schltr.
- Metastelma pringlei A.Gray
- Metastelma priorii Rendle
- Metastelma pubipetalum (Alain) Liede
- Metastelma readii Schltr.
- Metastelma rodriguezii (Morillo) Morillo
- Metastelma rupicola Urb.
- Metastelma schaffneri A.Gray
- Metastelma schlechtendalii Decne.
- Metastelma schlechteri J.F.Macbr.
- Metastelma sepicola Pittier
- Metastelma sigmoideum (Correll) Acev.-Rodr.
- Metastelma spruceanum (Morillo) Liede
- Metastelma stenoglossum Schltr.
- Metastelma stenomeres (Standl. & Steyerm.) W.D.Stevens
- Metastelma stipitatum (Correll) Liede
- Metastelma suaveolens Schltdl.
- Metastelma thalamosiphon W.D.Stevens
- Metastelma thysanotum W.D.Stevens
- Metastelma trichophyllum (L.O.Williams) W.D.Stevens
- Metastelma triodontum W.D.Stevens
- Metastelma tubatum Griseb.
- Metastelma turneri Liede & Meve
- Metastelma tylophoroides Schltr.
- Metastelma uncinatum E.Fourn.
- Metastelma urbanianum Schltr.
- Metastelma warmingii Schltr.
- Metastelma yucatanense W.D.Stevens

Aganonerion · 
Acokanthera · 
Adenium · 
Aganosma · 
Allamanda · 
Alstonia · 
Alyxia · 
Amalocalyx · 
Anodendron · 
Apocynum .
Asclepias · 
Baharuia · 
Baissea · 
Beaumontia ·
Caralluma · 
Carissa · 
Catharanthus · 
Cerbera · 
Ceropegia (lantaarnplanten) · 
Chonemorpha · 
Cleghornia · 
Cynanchum · 
Dewevrella ·
Dischidia ·
Ditassa  ·
Echites · 
Elytropus · 
Epigynum · 
Eucorymbia · 
Forsteronia · 
Hoodia · 
Hoya · 
Hylaea · 
Huernia · 
Ichnocarpus · 
Ixodonerium · 
Kopsia · 
Landolphia · 
Lhotzkyella · 
Macroditassa · 
Mandevilla · 
Manothrix · 
Margaretta · 
Marsdenia · 
Matelea · 
Melinia ·
Melodinus  · 
Merrillanthus · 
Metaplexis · 
Metastelma · 
Microdactylon · 
Microloma · 
Miraglossum · 
Mitostigma · 
Morrenia · 
Motandra · 
Nautonia · 
Neoschumannia · 
Nephradenia · 
Notechidnopsis · 
Odontadenia · 
Odontanthera · 
Oncinema · 
Oncostemma · 
Ophionella · 
Orbea · 
Orbeanthus · 
Orbeopsis · 
Orthanthera · 
Orthosia · 
Oxypetalum · 
Oxystelma · 
Pachycarpus · 
Pachycymbium · 
Pachypodium · 
Papuechites · 
Parameria · 
Parapodium · 
Parepigynum · 
Parsonsia · 
Pectinaria · 
Pentacyphus · 
Pentarrhinum · 
Pentasachme · 
Pentastelma · 
Pentatropis · 
Peplonia · 
Pergularia · 
Periglossum · 
Petopentia · 
Pherotrichis · 
Philibertia · 
Piaranthus · 
Pleurostelma · 
Plumeria · 
Pseudolithos · 
Quaqua · 
Quisumbingia · 
Raphistemma · 
Raphionacme · 
Rauvolfia · 
Rhyncharrhena · 
Rhyssolobium · 
Rhyssostelma · 
Rhytidocaulon · 
Riocreuxia · 
Rojasia · 
Sarcolobus ·
Sarcostemma · 
Schistogyne · 
Schistonema · 
Schubertia · 
Secamone · 
Secamonopsis · 
Seutera · 
Sindechites · 
Sisyranthus · 
Solenostemma · 
Sphaerocodon · 
Stapelia · 
Stapelianthus · 
Stapeliopsis · 
Stathmostelma · 
Stenomeria · 
Stenostelma · 
Stigmatorhynchus · 
Schizozygia · 
Tacazzea · 
Tectiphiala · 
Trachelospermum · 
Urceola · 
Vallariopsis · 
Vinca (maagdenpalm) · 
Vincetoxicum (engbloem)